# Estació de Mundet
Mundet és una estació de la L3 del Metro de Barcelona que es troba sota el Passeig de la Vall d'Hebron al barri de Montbau del districte d'Horta-Guinardó de Barcelona. El 1985 la Línia 3 s'havia ampliat fins a l'estació de Montbau, però no va ser fins al 2001 que va arribar a Canyelles passant per Mundet.
A l'entorn de l'estació es pot trobar el Campus Mundet on hi ha el CETT (Escola Universitària d'Hoteleria i Turisme) a la sortida del costat mar i al costat muntanya hi ha la Facultat de psicologia i la Facultat de Formació del Professorat de la Universitat de Barcelona.
Al costat del Campus hi ha el Velòdrom d'Horta i el Parc del Laberint d'Horta.
| Metro de Barcelona     |         |                                              |           |                        |
| Procedència/Destinació | <       | Línia                                        | >         | Procedència/Destinació |
| Zona Universitària     | Montbau | Logotip de la Línia 3 del metro de Barcelona | Valldaura | Trinitat Nova          |

## Accessos

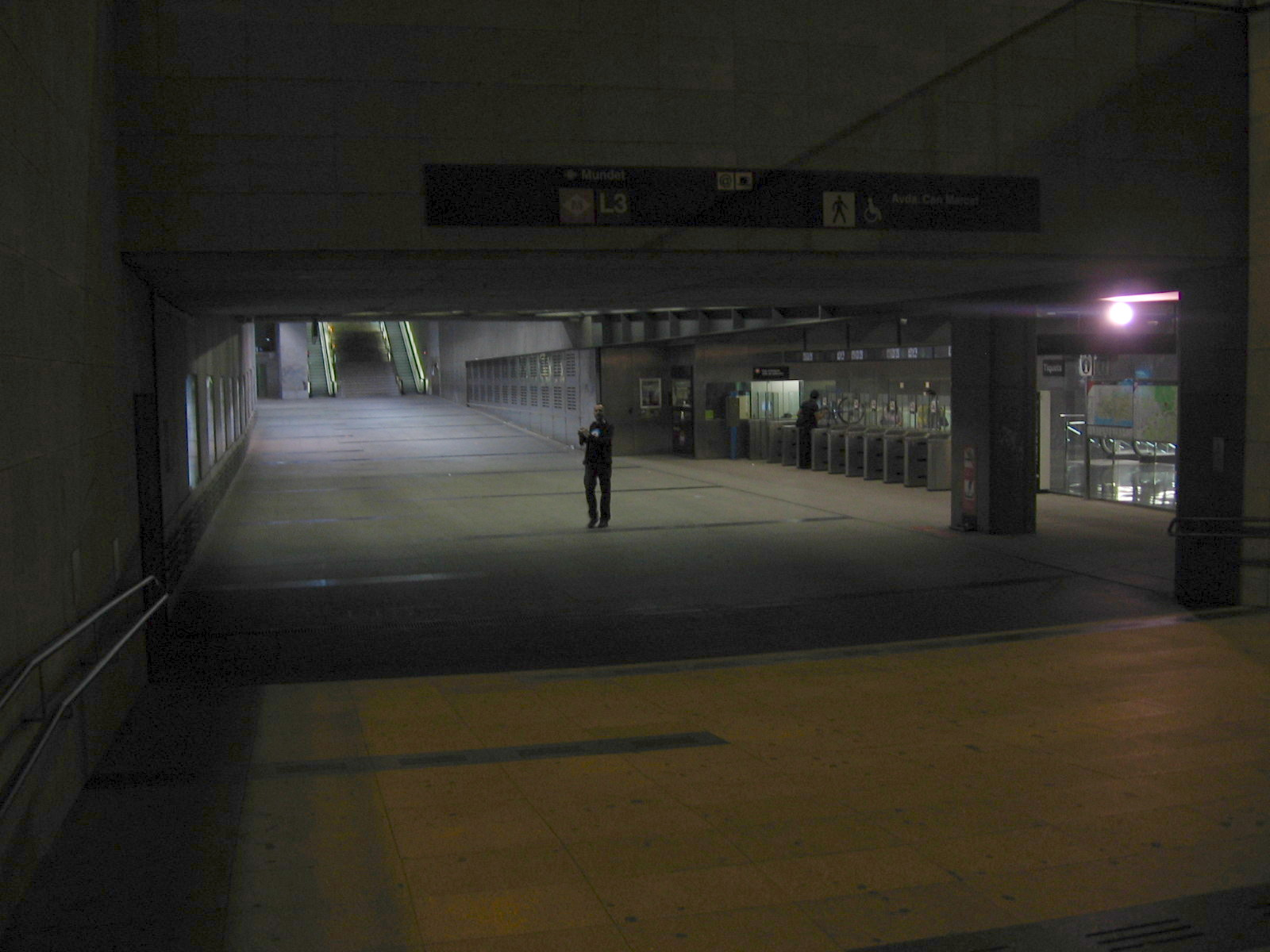
Vestíbul de l'estació de Mundet

- Costat mar:
  - Salesians
  - Can Marcet
- Costat muntanya:
  - Passeig de la Vall d'Hebron

## Projectes
El Pla Director d'Infraestructures 2009-2018 de l'ATM preveu la creació de la línia Poblenou-UAB d'FGC passant per aquesta estació, ja sigui com a perllongament de la línia 8 o com a línia independent.